# Шохина, Анна Константиновна
А́нна Константи́новна Шо́хина (род. 23 июня 1997, Новосиньково, Московская область) — российская хоккеистка, нападающая сборной России и клуба «Динамо-Нева».
Первый тренер — В. С. Губочкин, в ДЮСШ «Дмитров» — В. А. Заболотин, в «Торнадо» (Дмитров) — А. В. Чистяков.
В 2017 году Анна Шохина, которая подозревалась в нарушении антидопинговых правил на Олимпиаде-2014 в Сочи, была оправдана в связи с отсутствием доказательств и допущена к участию в Олимпийских играх.

## Спортивные результаты[5]
- ЧМ-12/13 (молодежь) — 7-е место.
- КЕЧ-12 — 1-е место.
- ЧР-12/13 — 1-е место.
- ЧР −13/14 — 2-е место.
- ЧМ-14/15 (молодёжь) — 3-е место.
- Универсиада — 1-е место (2015, 2017).
- ЧР — 14/15 — 1-е место.
- Женская хоккейная лига-2015/2016 — 1-е место.